# Listă de actori slovaci
Aceasta este o listă de actori slovaci.
Cuprins: Început - 0–9 A B C D E F G H I J K L M N O P Q R S T U V W X Y Z

## B
- Barbora Bobuľová

## D
- Michal Dočolomanský

## F
- Kristína Farkašová
- Ján Franek

## G
- Katrina Grey

## H
- Juraj Herz
- Braňo Holiček
- Andrej Hrnčiar
- Ladislav Hrušovský

## J
- Vilma Jamnická
- Daniel Junas
- Danica Jurčová

## K
- Jozef Kroner
- Juraj Kukura

## L
- Marián Labuda
- Lukáš Latinák

## S
- Július Satinský

## V
- Emília Vášáryová

## Z
- František Zvarík

## Vezi și
- Listă de regizori slovaci

Format:Cinematografia slovacă